# جبال الأورال في التخطيط النازي

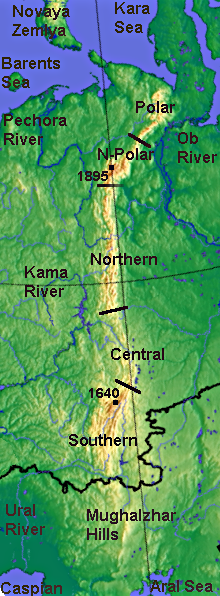
خريطة جبال الأورال.

لعبت جبال الأورال دورًا بارزًا في التخطيط النازي. أشار أدولف هتلر وبقية القيادة الألمانية النازية إلى الهدف الاستراتيجي للرايخ الثالث لتحقيق انتصار حاسم على الجبهة الشرقية ضد الاتحاد السوفيتي. 

## التخطيط للحدود
سرد ألبرت شبير حلقة تعود لعام 1941 في مذكراته بعد الحرب حيث لفتت جبال الاورال نظر هتلر في وقت مبكر. سافر وزير الخارجية السوفياتي، فياتشيسلاف مولوتوف، إلى برلين في منتصف نوفمبر 1940 لمناقشة العلاقات الألمانية السوفيتية مع هتلر ويواكيم فون ريبنتروب. قبل هذا الاجتماع بالفعل، قرر هتلر أنه سيهاجم الاتحاد السوفيتي في الربيع التالي، وطلب من الفيرماخت وضع خطة عسكرية أصبحت فيما بعد عملية بارباروسا. بعد بضعة أشهر أشار أحد مساعدي الجيش إلى شبير بخط قلم رصاص عادي رسمه هتلر على أرضه في بيرغوف، يمتد من الشمال إلى الجنوب على طول جبال الأورال، مما يدل على الحدود المستقبلية لنطاق نفوذ ألمانيا مع اليابان. 
كما ذكر هتلر جبال الأورال في محادثاته المسجلة في جدول الحديث عدة مرات. في إحدى المرات، يسرد كيف سأله الآخرون عما إذا كان الألمان سيتقدمون إلى الحدود الشرقية. وأكد هذا الهدف، لكنه شدد على أن الهدف الأساسي كان "القضاء على البلشفية "، وأنه سيتم إجراء المزيد من الحملات العسكرية لضمان تنفيذ ذلك إذا لزم الأمر. وصرح في وقت لاحق أن جوزيف ستالين سيكون مستعدًا لخسارة روسيا الأوروبية إذا لم ينجح في "حل مشكلاتها" وبالتالي "خاطر بفقدان كل شيء". وأعرب عن اعتقاده بأنه سيكون من المستحيل على ستالين استعادة أوروبا من سيبيريا، ومقارنتها بنفسه مع إعادة ألمانيا من الناحية الافتراضية إذا تم إعادته إلى سلوفاكيا، وأن الغزو الألماني للاتحاد السوفيتي الذي كان في ذلك الوقت "سيؤدي إلى" سقوط الامبراطورية السوفيتية ". في مناقشة مع وزير الخارجية الدنماركي سكافينيوس في 2 نوفمبر 1942، صرح وزير الخارجية الألماني ريبنتروب أن الألمان توقعوا أن تنقسم روسيا الآسيوية في نهاية المطاف إلى "جمهوريات فلاحية" غير ضارة بعد احتلال ألمانيا للأجزاء الأوروبية من البلاد.
في 16 سبتمبر 1941، ذكر هتلر إلى أوتو أبيتس، السفير الألماني في باريس، أن «روسيا الجديدة بعيدة جدا كبعد جبال الأورال» ستصبح الهند الألمانية، ولكن نظرًا لقربها الجغرافي من ألمانيا، فقد كان موقعها أكثر ملاءمة للألمان. مما كانت عليه (موقع) الهند بالنسبة بريطانيا.
في المؤتمر المذكور أعلاه الذي عقد في 16 يوليو 1941، تم تدوينه كسياسة من أجل «ضمان سلامة الرايخ» لن يتم السماح مرة أخرى لأي قوة عسكرية غير ألمانية غربي الأورال (بما في ذلك الميليشيات الأصلية غير الروسية)، حتى لو كانت تعني الحرب لمئات السنين القادمة. كان من الواجب على خلفاء هتلر في المستقبل توجيه هذا الأمر، إذا لزم الأمر. كان يجب القيام بذلك لمنع أي قوى غربية معادية لألمانيا من التآمر ضدها مع جيرانها الشرقيين في المستقبل، مثلما فعل الفرنسيون مع الأتراك، والذي كان يُزعم أن البريطانيين يقومون به مع السوفييت. لن يُسمح لأي دولة روسية منظمة أن توجد غرب هذا الخط، وهو ما أوضحه هتلر على أنه يعني في الواقع خطًا يتراوح بين خطي 200 و300 كم شرق الجبال، يقترب من خط الطول 70 درجة شرقًا الذي اقترحه اليابانيون كحد أقصى غربي لنفوذهم. 
ذهب هاينريش هيملر إلى حد ما حول كيفية تصوره للجبال خلال خطابات بوسن عام 1943. وذكر أن «السباق الجرماني» يجب أن يتوسع تدريجياً ليشمل هذه الحدود، بحيث يكون «السباق الرئيسي»، كقائد لأوروبا، جاهزًا مرة أخرى «لاستئناف معارك القدر ضد آسيا»، والتي تعود إلى عدة أجيال كانت «من المؤكد أن تندلع مرة أخرى». وذكر أن هزيمة أوروبا ستعني «تدمير القوة الإبداعية للأرض». 
لوحظ أن الأورال كان هدفًا بعيدًا عن جنرالبلان أوست، وهو مخطط الاستعمار النازي الشامل لأوروبا الشرقية.

### «جدار المعيشة»
رفض هتلر في وقت لاحق الجبال كحدود، واصفا إياها بأنها سخيفة لتكون «هذه الجبال المتوسطة الحجم» تمثل الحدود بين «العالمين الأوروبي والآسيوي»، مشيرا إلى أنه يمكن للمرء أن يمنح هذا اللقب إلى أحد الأنهار الروسية الكبيرة. وأوضح أن «جدار [العنصري] المعيشة» للمقاتلين الآريين فقط هو الذي يمكن أن يحدد كحدود، وللحفاظ على حالة حرب دائمة في الشرق من أجل «الحفاظ على حيوية العرق». 